# Vigneux-Hocquet
Vigneux-Hocquet è un comune francese di 293 abitanti situato nel dipartimento dell'Aisne della regione dell'Alta Francia.

## Società

### Evoluzione demografica
Abitanti censiti